# Rockacademie

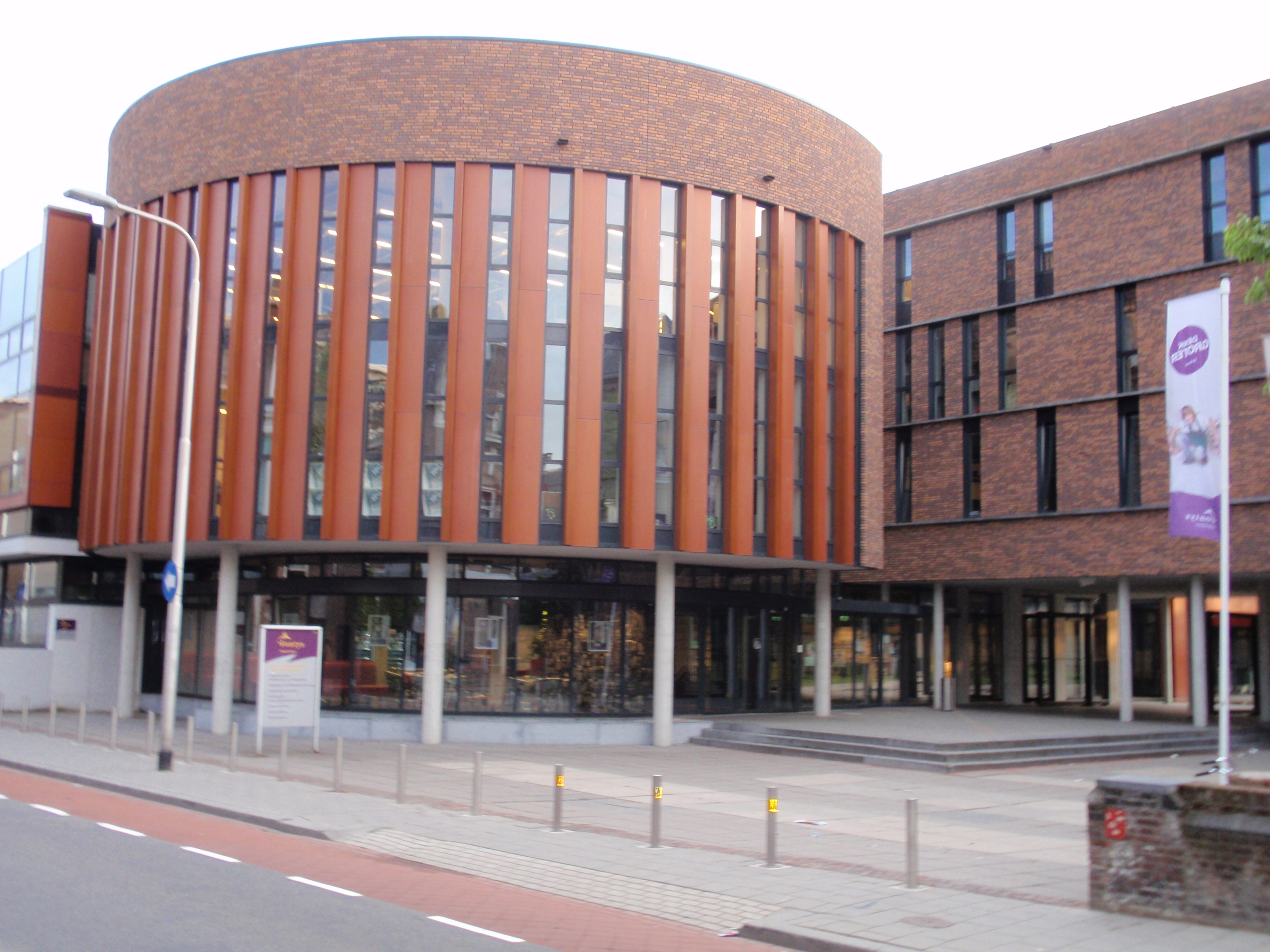
Rockacademie Tilburg

Empresa do grupo corporativo "HBO Fontys" e parte do "Fontys Association of Schools of Higher Professional Education" ("Associação Fontys das Escolas Superiores de Educação Profissional"), a Rockacademie (em português, "Academia de Rock") trata-se de um conservatório musical neerlandês. Localizada em Tilburg, no sul dos Países Baixos, desde setembro de 1999 - data de sua fundação -, vem, através de seus cursos de nível superior oferecidos ao público, dedicando-se ao ensino no segmento da ciência e da produção musicais.

## Cursos, grades curriculares e metodologia de ensino
A Rockacademie, quanto a seus serviços, oferece exatos 4 cursos de nível superior, todos com duração temporal de 4 anos, a saber: Interpretação Musical; Licenciatura em Música; Sonoplastia e Produção Musical; e Gestão em Música (Empresariamento de Bandas e Artistas).
Quanto à grade curricular, os cursos têm disciplinas acerca da composição musical, da interpretação tanto vocal quanto instrumental (técnica e interpretação) e da produção musical, a saber, por exemplo: Composição Musical, Canto (técnica e interpretação vocais), Guitarra, Contrabaixo Elétrico, Bateria, Teclado, Produção Musical, afora disciplinas acerca da indústria fonográfica e do ensino e didática em música.
No que concerne à metodologia de ensino, a "Rockacademie" trabalha, além de com o método tradicional de aluno e professor em sala de aula, também com palestras com base em projetos educativos, workshops e coaching individual e de grupo, de formação na área específica de estudo.
Os cursos, sejam de bacharelado, sejam de licenciatura, têm duração de exatos 4 anos. Não obstante, o educando só principia por estudar as disciplinas do curso em que está matriculado a partir do segundo ano, tendo de cursar, durante o primeiro ano de estudos, necessariamente, um conjunto de disciplinas básicas, comuns a todos cursos.

## Posicionamento mercadológico
O posicionamento mercadológico reconhecidamente criativo e inovador da instituição de ensino, relativo ao fato de lecionar música a partir do rock e do pop, é reflexo, na verdade, da própria popularidade que esse gênero musical específico, assim como o metal, mormente o symphonic metal, têm em países desenvolvidos de primeiro mundo como os do norte da Europa, tais como os países escandinavos (Finlândia, Suécia, Noruega, Dinamarca e Islândia) e a própria Holanda.
Ademais, o rock e máxime o symphonic metal estão entre os gêneros musicais que mais exigem estudo e prática para sua interpretação, seja vocal, seja instrumental, requerendo um grau elevadíssimo de técnica por parte do intérprete cantor ou instrumentista - ao lado por exemplo da música erudita e do jazz -, em função da criatividade, do olhar sério e responsável e da análise minuciosa e detalhista com que são tratadas as partituras das peças musicais desses gêneros por parte de seus respectivos compositores. E, segundo estudos de especialistas nas áreas de musicologia e educação musical, o aprendizado musical deve ser empreendido através, sempre, de peças de dificuldade mais elevada em relação àquela em que o estudante está, de sorte que o estudo da técnica e da interpretação musicais através do repertório tanto do rock quanto do symphonic metal apresenta-se como o mais possível indicado para se elevar o educando a um nível de excelência, principalmente a estudantes de música em nível avançado - público ao qual a Rockacademie se destina.

## Corpo docente
- Diretores Pedagógicos
  - Gerard Boontjes
  - Bertus Borgers

- Docentes
  - Evert Abbing
  - Anton Arema
  - Marcel van As
  - Alexander Beets
  - Frans de Berg
  - Yoshi Breen
  - Julien Chaptal
  - Eric Coenen
  - René Creemers
  - Egbert Derix
  - Arnold van Dongen
  - Jan van Drunen
  - Buffi Duberman
  - Ton Engels
  - Timo Bakker
  - Joost van Es
  - Juan Gonzalez
  - Menno Gootjes
  - Sanne van Groningen
  - Johan Hendrikse
  - Peter Hermesdorf
  - Jurre Hogervorst
  - Hans van den Hurk
  - Gert Keunen
  - Tijs Keverkamp
  - Ted Koninkx
  - Ronald Kool
  - Koen Lieckens
  - Will Maas
  - Rico McDougal
  - Arjen Mooijer
  - Robin Morssink
  - Charles Nagtzaam
  - Nienke Paardekoper
  - Jan van der Plas
  - Yvonne Rooda
  - Chantal Rothkrantz
  - Ronald Seerden
  - Fred van Straten
  - Junte Uiterwijk
  - Babz Verhoeven
  - Paul Verschuur
  - Gerdien Visser
  - Jeremy Waterloo

- Departamento Administrativo
  - Berdien Borgers
  - Monique van Dinther
  - Jan van Drunen (gerente organizacional)
  - Dorien Grady
  - Hans van den Hurk
  - Johan Jongstra (política)
  - Norman Kapoyos
  - Ivonne van de Sanden (assistente-administrativo)
  - Marianne Toussaint (gerente de formação educacional)

## Alunos famosos
Na Rockacademie, já graduaram-se grandes nomes da música e personalidades de sucesso internacional, reconhecidos mundialmente, a citar, por exemplo:
- a compositora, arranjadora, orquestradora, cantora lírica e popular, multi-instrumentista, letrista e professora de técnica e interpretação vocais neerlandesa Floor Jansen (compositora, arranjadora, orquestradora, vocalista e letrista da banda de symphonic metal holandesa After Forever);

- a compositora, cantora e letrista holandesa Anneke van Giersbergen (ex-vocalista da banda de symphonic metal da Holanda The Gathering, atualmente no Agua de Annique)